# مخطط مبيعات الأغاني الرقمية العالمي
مخطط مبيعات الأغاني الرقمية العالمية هو مخطط قياسي أسبوعي تم تجميعه بواسطة Nielsen SoundScan ونشرته مجلة Billboard. تم إنشاء المخطط في عام 2010 - كان واحدًا من 21 مخططًا للأغاني محددة النوع أطلقتها بيلبورد في ذلك العام - مع إصدار بتاريخ 23 يناير،  ويصنف أفضل 25 أغنية رقمية مبيعًا في نوع الموسيقى العالمية.  سيطر تسجيل " Somewhere Over the Rainbow " للمغني وكاتب الأغاني والموسيقي من هاواي Israel Kamakawiwoole حصل على الترتيب لمعظم فترات وجوده، حيث بلغ إجمالي عدد الأسابيع 345 في الصدارة، حيث ظهر في جميع الأعداد الـ 590 الأسبوعية من المخطط اعتبارًا من الإصدار بتاريخ 1 مايو 2021 ،  بما في ذلك 116 أسبوعًا ممتدًا في المركز الأول من بداية المخطط حتى أبريل 2012. ومن بين المخططات البارزة الأخرى " جانج نام ستايل " من Psy ، والتي احتلت المرتبة الثانية لمعظم الأسابيع في المركز الأول بإجمالي 50 أسبوعًا بين عامي 2012 و 2014 ، والثالثة بشكل عام لإجمالي الأسابيع على المخطط بـ 362. على مر السنين، ظهر العديد من فناني البوب الكوري الآخرين على الرسم البياني، ووصل بعضهم إلى المركز الأول، وأبرزهم BTS ، الذين حققوا رقمًا قياسيًا مع 30 أغنية في المركز الأول،  تليها فرقة الفتيات Blackpink ، مع سبعة اغاني في المركز الأول على المخطط.

## قائمة الأغاني رقم واحد

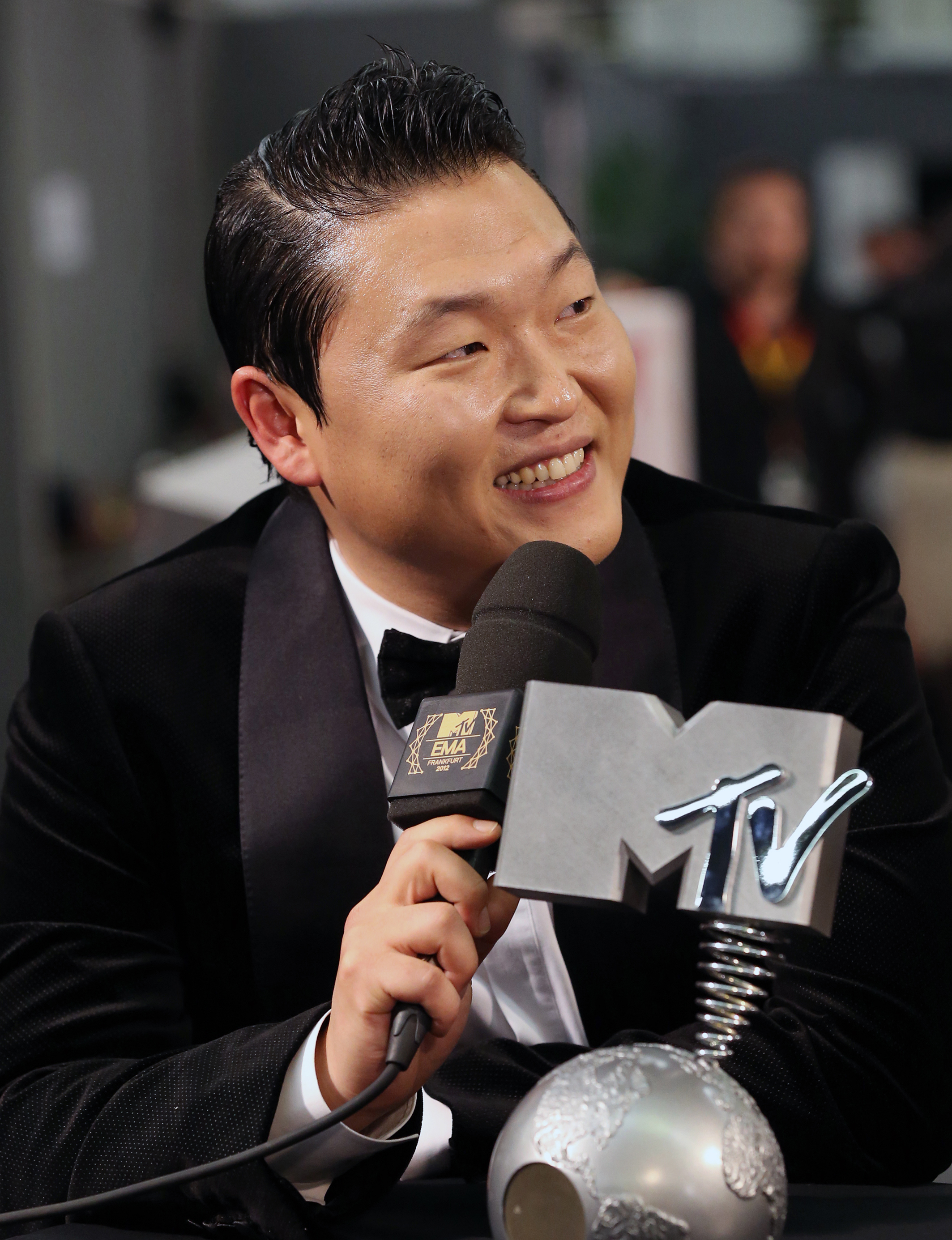
لدى Psy أربعة اغاني في المركز الاول ومجموع 61 أسبوعًا في المراكز العليا على المخطط.

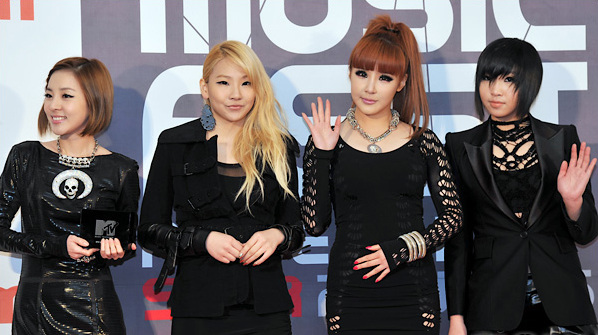
كانت فرقة 2NE1 أول فرقة K-Pop تصل إلى المركز الأول مع أغنية "I Am the Best" في عام 2014.

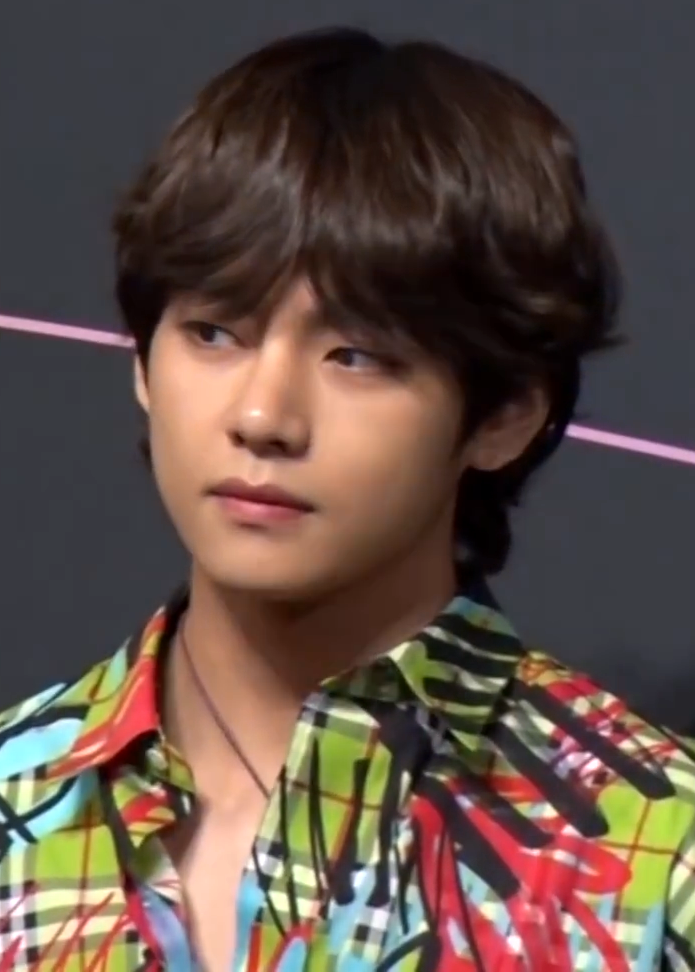
V من BTS الفنان الكوري المنفرد الوحيد الذي يمتلك 3 أغاني منفردة تترأس المخطط

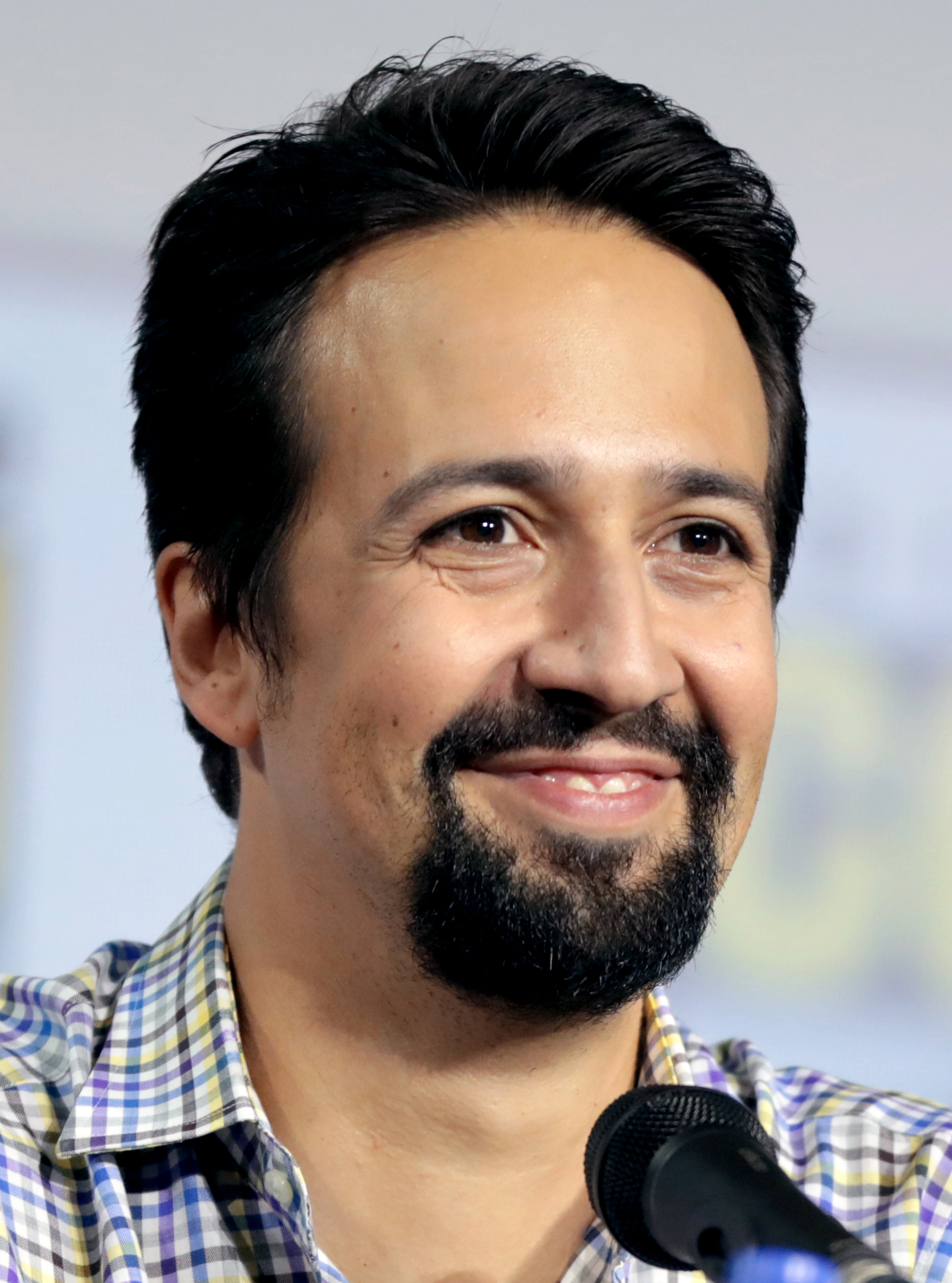
تعاون Lin-Manuel Miranda مع Opetaia Foa'i في "We Know the Way" الذي قضى 29 أسبوعًا في المركز الأول.

## ارقام قياسية

### الأغاني التي احتلت المركز الأول في معظم الأسابيع
| رتبة | أغنية                       | الفنان                          | Wks. | Ref.   |
| ---- | --------------------------- | ------------------------------- | ---- | ------ |
| 1    | “Somewhere Over the Rainbow | إسرائيل Kamakawiwoʻole          | 345  | [ 11 ] |
| 2    | "جانجنام ستايل"             | ساي                             | 50   | [ 12 ] |
| 3    | “We Know the Way”           | أوبيتيا فؤي ولين مانويل ميراندا | 29   | [ 13 ] |
| 4    | “Mic drop”                  | BTS                             | 13   | [ 14 ] |
| 5    | "Boy with Luv"              | BTS مع هالزي                    | 8    | [ 15 ] |

### الأغاني مع أكثر إجمالي الأسابيع على المخطط
| رتبة | أغنية                          | الفنان                                                 | Wks. | Ref.   |
| ---- | ------------------------------ | ------------------------------------------------------ | ---- | ------ |
| 1    | “Somewhere Over the Rainbow”   | إسرائيل Kamakawiwoʻole                                 | 590  | [ 11 ] |
| 2    | "Hawaiian Roller Coaster Ride" | جوقة الأطفال في مدارس كاميهاميها ومارك كاليتشي هوومالو | 368  | [ 16 ] |
| 3    | "جانجنام ستايل"                | ساي                                                    | 362  | [ 12 ] |
| 4    | " La Vie en rose "             | اديث بياف                                              | 297  | [ 17 ] |
| 5    | "الفتاة الآتية من إيبانما"     | ستان جيتز وجواو جيلبرتو                                | 293  | [ 18 ] |
| 6    | "هي ميلي نو ليلو "             | جوقة الأطفال في مدارس كاميهاميها ومارك كاليتشي هوومالو | 269  | [ 19 ] |
| 7    | " دو هاست "                    | رامشتاين                                               | 241  | [ 20 ] |
| 8    | " يا له من عالم رائع "         | إسرائيل Kamakawiwoʻole                                 | 206  | [ 21 ] |
| 9    | "Ai Se Eu Te Pego"             | ميشال TELO                                             | 190  | [ 22 ] |
| 10   | " Non، je ne regrette rien "   | اديث بياف                                              | 189  | [ 23 ] |

### الفنانون الذين لديهم أكبر عدد من الأغاني في المركز الأول

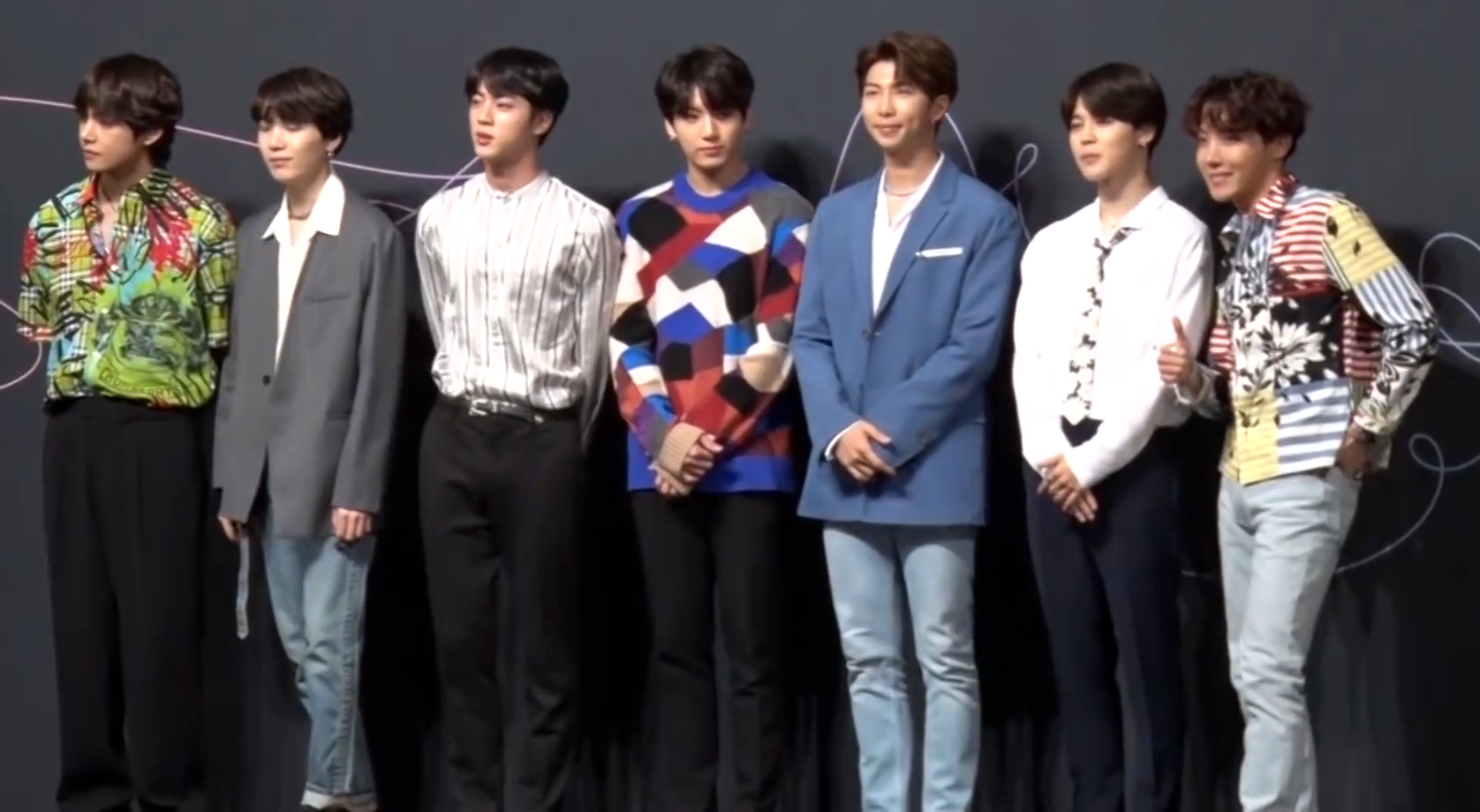
BTS أكثر فنان تصدراً للمركز الأول على المخطط مع 30 أغنية.

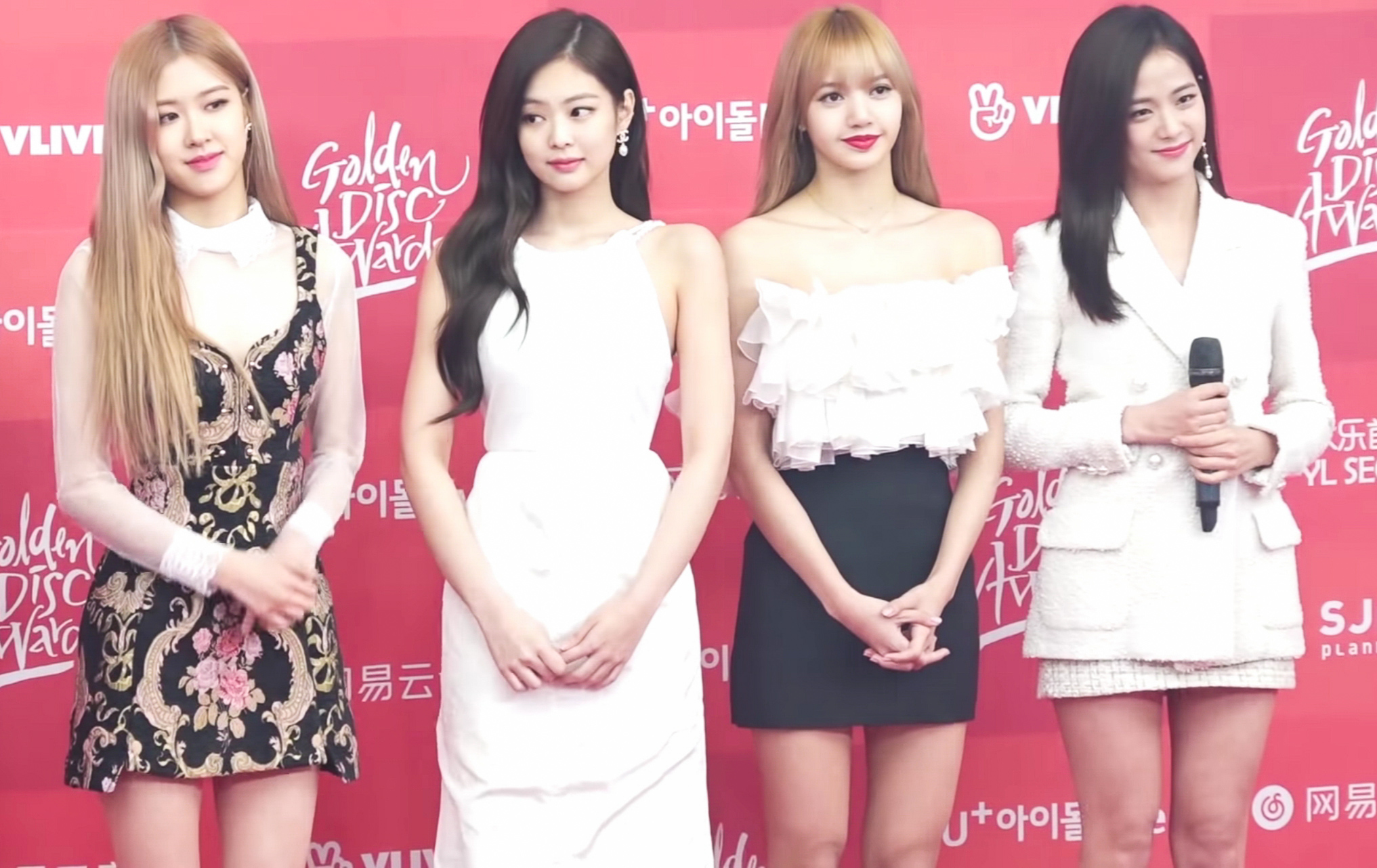
لدى Blackpink مجموع 7 أغاني تصدرت المركز الأول على المخطط.

| رتبة | فنان      | عدد      | الأغاني | Ref.   |
| ---- | --------- | -------- | --- | ------ |
| 1    | BTS       | 30 أغنية | "Fire" "Blood Sweat & Tears" "Spring Day" "Not Today" "DNA" "Mic Drop" "Don't Leave Me" "Fake Love" "Idol" "2! 3!" "Boy with Luv" "Dream Glow" "A Brand New Day" "All Night" "Heartbeat" "Lights" "Make It Right" "Black Swan" "On" "Stay Gold" "Your Eyes Tell" "My Time" "Filter" "Life Goes On" "Stay" "Inner Child" “Film Out" “Singularity” "Stigma" "Euphoria" | [ 24 ] |
| 2    | اسود وردي | 7 اغاني  | "Boombayah" "Playing with Fire" "As If It's Your Last" "Ddu-Du Ddu-Du" "Kill This Love" "How You Like That" "Lovesick Girls" | [ 25 ] |
| 3    | ساي       | 4 اغاني  | "Gangnam Style" "Gentleman" "Hangover" (featuring Snoop Dogg) "Daddy" (featuring CL) | [ 26 ] |
| 3    | Big Bang  | 4 اغاني  | "Loser" "Bang Bang Bang" "Let's Not Fall in Love" "Flower Road" | [ 27 ] |
| 3    | إكسو      | 4 اغاني  | "Monster" "Lotto" "Love Shot" "Obsession" | [ 28 ] |
| 3    | Twice     | 4 اغاني  | "Likey" "Feel Special" "I Can't Stop Me" "Cry For Me" | [ 29 ] |

### الفنانون الذين حصلوا على أكبر عدد من الأسابيع في المركز الأول (كل الأغاني)
| رتبة | فنان                               | أسابيع |
| ---- | ---------------------------------- | ------ |
| 1    | إسرائيل Kamakawiwoʻole             | 345    |
| 2    | BTS                                | 68     |
| 3    | ساي                                | 61     |
| 4    | Opetaia Foa'i & Lin-Manuel Miranda | 29     |
| 5    | BlackPink                          | 10     |

## انظر ايضاً
- قائمة أغاني K-pop على قوائم بيلبورد